# Charina bottae
Charina bottae là một loài rắn trong họ Boidae. Loài này được Blainville mô tả khoa học đầu tiên năm 1835.

## Hình ảnh

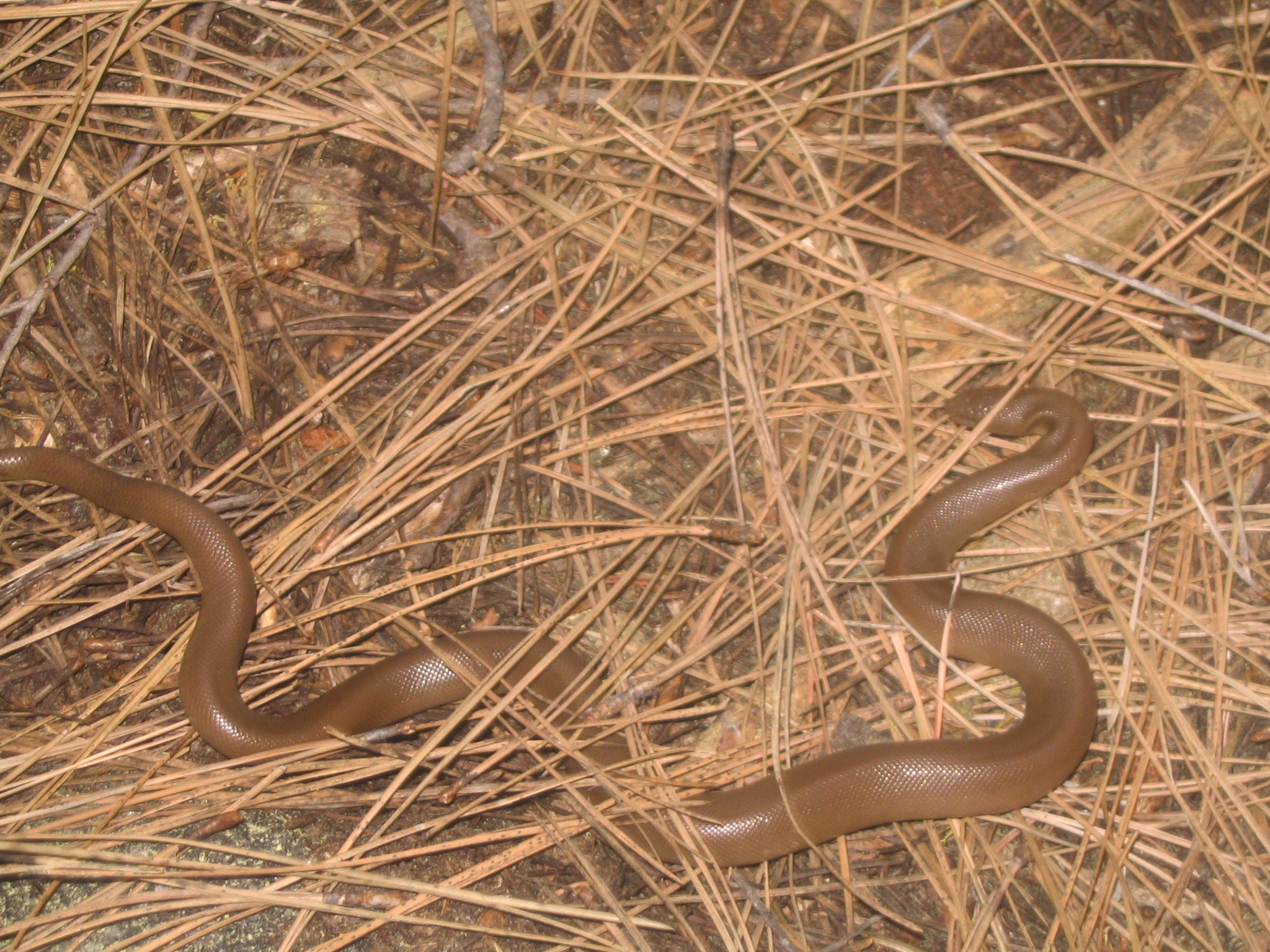
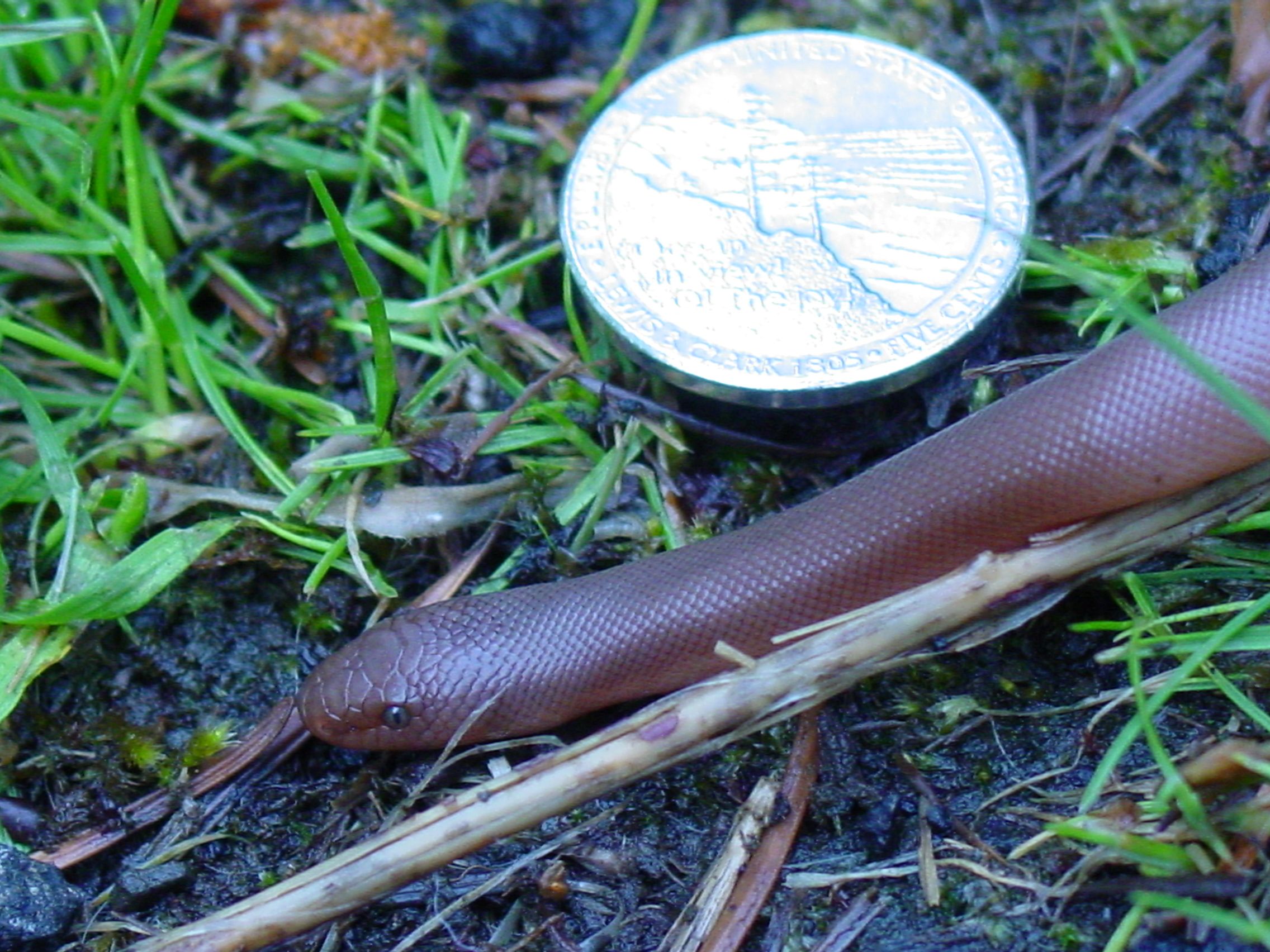
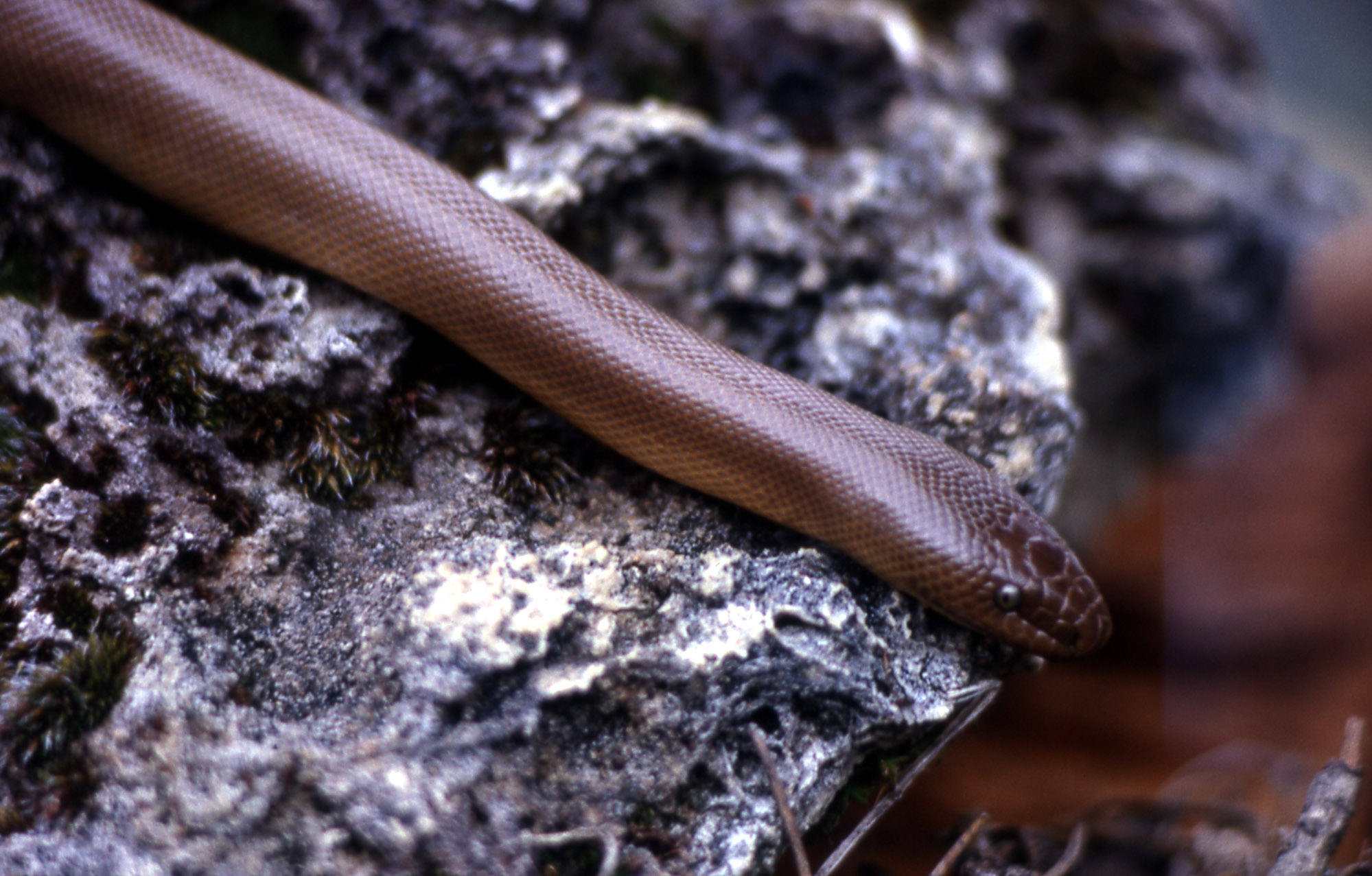
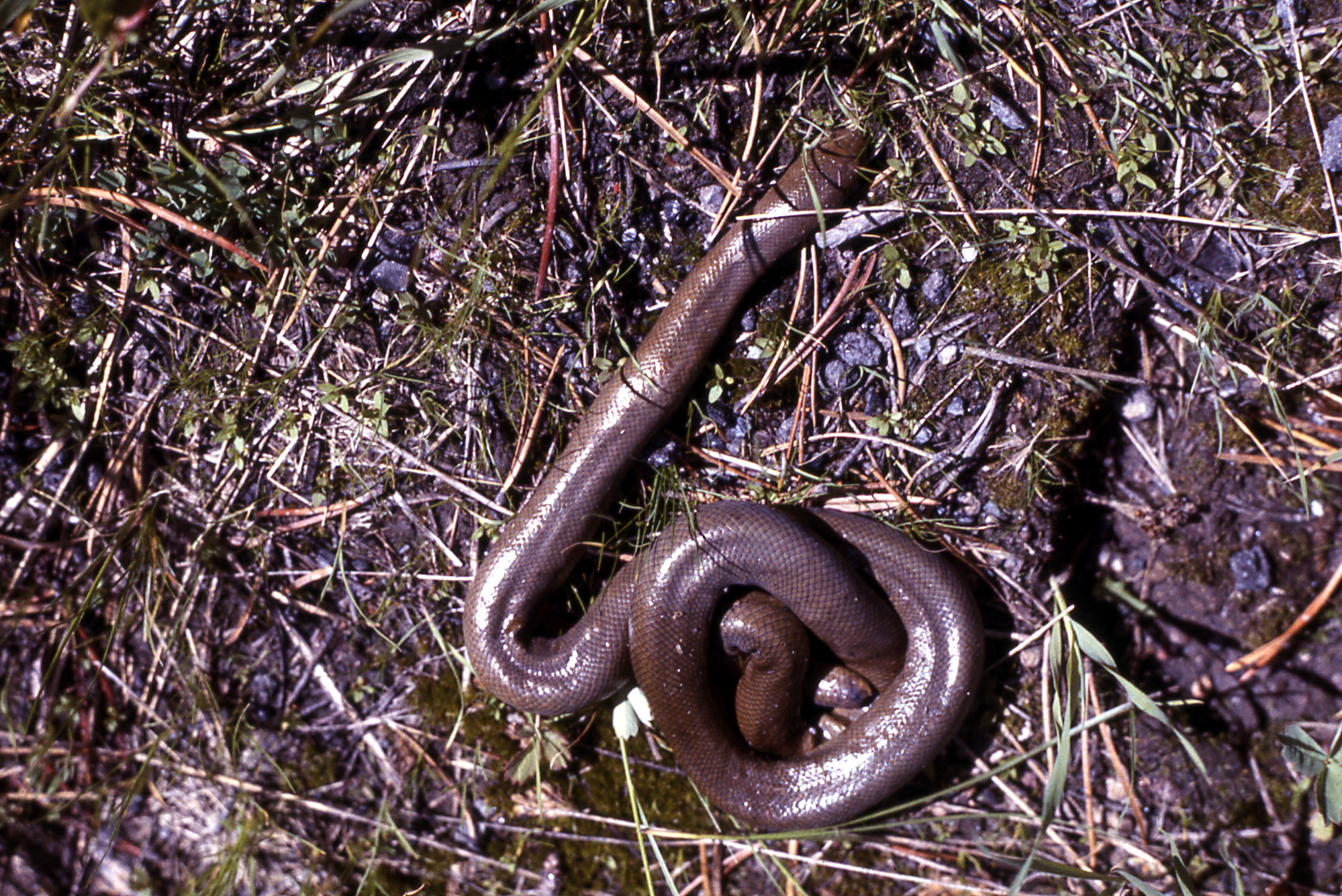